# Tanjung Gadai
Tanjung Gadai is een bestuurslaag in het regentschap Meranti-eilanden van de provincie Riau, Indonesië. Tanjung Gadai telt 1729 inwoners (volkstelling 2010).